# Щільність кріплення

Щільність кріплення (рос. плотность крепи, англ. prop number, нім. Ausbau(setz)dichte f, Dichte f der Zimmerung) – кількість кріпильних рам на одиницю довжини виробки або кількість стояків, анкерів, секцій кріплення на одиницю площі покрівлі виробки.